# Rio Aube
O rio Aube (lat. Albula) é um rio localizado no norte de França, afluente do rio Sena pela sua margem direita. Tem 248 km de comprimento e dá nome ao departamento de Aube.
Nasce no departamento de Haute-Marne, no planalto de Langres, perto de Auberive. Percorre os departamentos de Haute-Marne, Côte-d'Or, Aube e Marne. Desagua no rio Sena perto de Marcilly-sur-Seine. Entre as cidades que banha estão Bar-sur-Aube e Arcis-sur-Aube.

## Principais afluentes
- Aubette
- Aujon
- Landon
- Voire
- Ravet
- Meldançon
- Puits
- Huitrelle
- Herbissonne
- Barbuise
- Salon
- Superbe

## Departamentos e cidades banhadas
- Haute-Marne : Auberive
- Côte-d'Or : Montigny-sur-Aube
- Aube : Bar-sur-Aube, Brienne-le-Château, Ramerupt, Arcis-sur-Aube
- Marne : Anglure